# Eduardo Mondlane

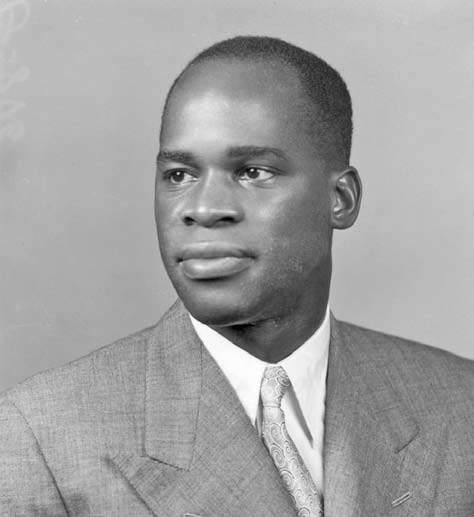
Eduardo Mondlane (1953)

Eduardo Chivambo Mondlane (* 20. Juni 1920 in Manjacaze, Provinz Gaza, Portugiesisch-Ostafrika; † 3. Februar 1969 in Daressalam) war ein Ethnologe und Soziologe sowie von 1962 bis zu seiner Ermordung im Jahre 1969 Präsident der mosambikanischen Befreiungsbewegung FRELIMO.

## Leben

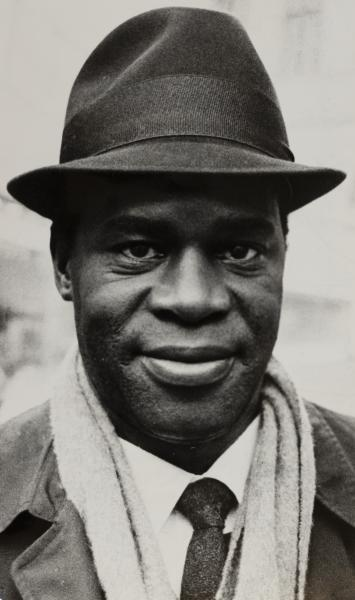
Eduardo Mondlane (aufgenommen in den 1960er Jahren)

Mondlane wurde als vierter von sechzehn Söhnen eines Häuptlings der Bantu-sprachigen Tsonga in Portugiesisch-Ostafrika geboren. Bis zu seinem 12. Lebensjahr war er Schafhirt. Nach mehreren Grundschulen besuchte er eine schweizerisch-presbyterianische Schule. Da ihm der Zugang zu höherer Schulbildung in Mosambik verwehrt war, setzte er an einer kirchlichen Schule, dem Lemana College in Elim, Nord-Transvaal (heute Provinz Limpopo), seinen schulischen Bildungsweg fort. Dann verbrachte er ein Jahr an der Jan H. Hofmeyr School of Social Work, um sich dann an der Witwatersrand University in Johannesburg für ein Studium in Sozialwissenschaften zu immatrikulieren, wurde jedoch im August 1949 nach nur einem Jahr aufgrund des South African Citizenship Act der Apartheidsregierung aus Südafrika ausgewiesen.
Durch die Hilfe von evangelischen Missionaren in Mosambik erhielt er eine Stipendiumzusage des Phelps-Stokes Fund, weshalb er sofort ein Studium in den Vereinigten Staaten hätte aufnehmen können. Mondlane entschied sich jedoch zunächst nach Portugal zu gehen, wo er an der Universität Lissabon immatrikuliert wurde. Er versprach sich dadurch ein eigenes tieferes Verständnis der damaligen portugiesischen Politik und eine Verbesserung seiner Sprachfähigkeiten. Nach negativen Erfahrungen im Umgang mit ihm als Student afrikanischer Herkunft nahm er die Stipendienzusage an und verließ Portugal in Richtung USA.
1951 besuchte Mondlane das Oberlin College in Oberlin (Ohio), 1953 erwarb er einen Bachelor in Ethnologie und Soziologie. Er setzte sein Studium an der Northwestern University in Evanston (Illinois) fort und erwarb dort einen Master. Seinen Doktorgrad (Ph.D.) der Anthropologie erhielt er in Harvard.
Im Jahre 1957 wurde Mondlane bei den Vereinten Nationen ein Forschungsmitarbeiter im Trusteeship Department. Während dieser Zeit reiste er häufig nach Afrika, um in mehreren Ländern ökonomische, politische und soziale Entwicklungen zu dokumentieren. Im Verlaufe seines Besuchs 1961 in Mosambik sollte er eine führende Rolle bei der politischen Umgestaltung seines Landes aufnehmen, was ihm jedoch durch die UN-Reglements untersagt war. Noch im selben Jahr nach seiner Rückkehr in die Vereinigten Staaten folgte Mondlane einem Ruf an die Syracuse University als assistant professor für Anthropologie. Seine Tätigkeit an dieser Universität war mit der Entwicklung eines East African Studies Program (deutsch etwa: „Forschungsprogramm Ostafrika“) verbunden.

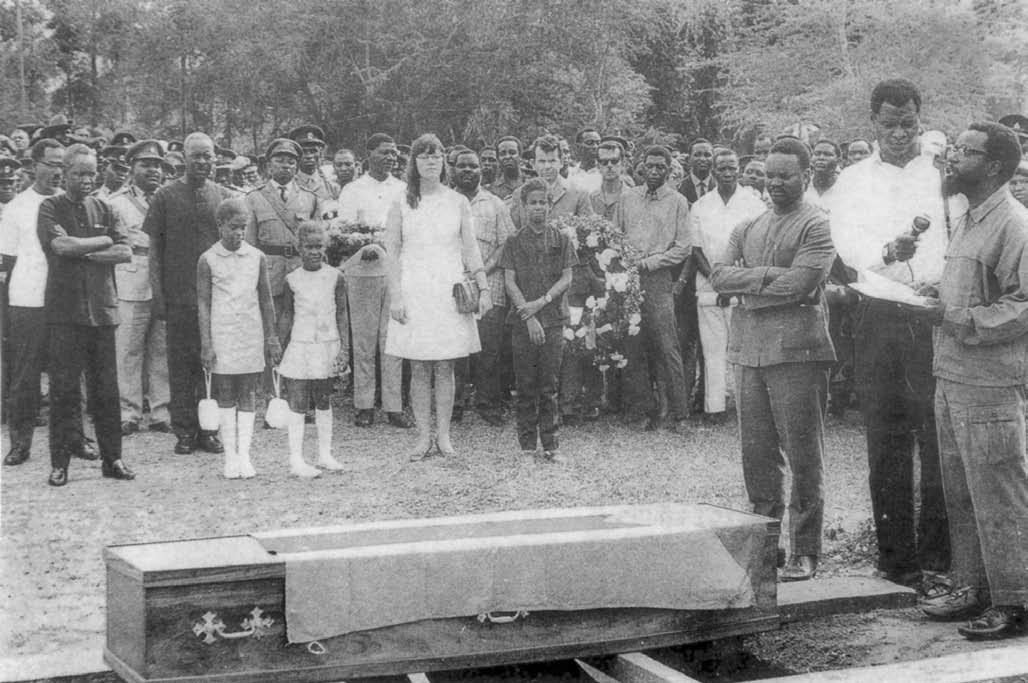
Beerdigung von Eduardo Mondlane in Daressalaam, Tansania, im Februar 1969. In der Mitte des Bildes steht Janet Mondlane mit den drei Kindern des Paares Mondlanes, Chude, Nyeleti und Eddie. Links steht der tansanische Präsident Julius Nyerere mit verschränkten Armen.

1962 wurde Mondlane zum Präsidenten der neu gegründeten mosambikanischen Befreiungsfront Frente da Libertação de Moçambique (FRELIMO) gewählt. Aus diesem Grund beendete er seine Universitätskarriere in Syracuse zu Beginn des Jahres 1963. Unter seiner Leitung entstand 1963 das Hauptquartier der FRELIMO außerhalb von Mosambik in Dar es Salaam, Tansania. Unterstützt sowohl vom Westen als auch der UdSSR begann die FRELIMO 1964 einen Guerillakrieg mit dem Ziel der Unabhängigkeit Mosambiks von Portugal. 1969 starb Mondlane bei der Explosion einer Briefbombe. Die Umstände und Täter seiner Ermordung wurden nicht vollständig aufgeklärt. Es werden dafür Akteure der portugiesischen Sicherheitspolizei PIDE/DGS und ihres Umfeldes angenommen.
Sein Tod verursachte eine vorübergehende Führungskrise in der FRELIMO, die erst mit der Präsidentschaft von Samora Machel im April 1970 endete.
Mondlane wurde 1969 in Daressalam ein Staatsbegräbnis zuteil, das seine ehemaligen Oberlin-Kommilitonen gestalteten. Sein Freund Reverend Edward Hawley betonte während der Feierlichkeiten, dass Mondlane „sein Leben gab für die Wahrheit, dass der Mensch für die Würde und Selbstbestimmung geschaffen ist“.

## The Struggle for Mozambique
Im Mai 1969 erschien The Struggle for Mozambique unter posthumer Autorenschaft Eduardo Mondlanes im britischen Penguin Books Verlag. In dem Werk schildert Mondlane die Erlebnisse von seiner Ernennung zum ersten Frelimo-Präsidenten im Jahr 1962 bis zum Jahr vor seiner Ermordung. Die Beschreibungen des Einflusses der Kolonialherrschaft auf die mosambikanische Gesellschaft, des Ursprungs der antikolonialen Bewegungen, der Entwicklung des Befreiungskampfes der Frelimo und ihrer internen Konflikte gelten als erste historiografische Darstellung dieser Zusammenhänge. Als ‚Grundstein’ für die Geschichtsschreibung Mosambiks hat das Buch die historische Forschung stark beeinflusst. Übersetzungen des Werkes erschienen in mehreren Sprachen; u. a. in der Bundesrepublik und DDR erschienen Ausgaben 1970 im linken März-Verlag (Frankfurt) bzw. 1973 im SED-Parteiverlag Dietz (Berlin).

## Persönliches
Mondlane heiratete Janet Rae Johnson aus Indiana und lebte mit ihr in Chicago. Beide hatten sich fünf Jahre zuvor in einem christlichen Sommerferienlager kennengelernt. Seit 1963 lebten sie mit ihren drei Kindern Eduardo Jr., Chude und Nyeleti in Daressalam. Chude Mondlane wurde Musikerin und Sängerin im Genre Afro-Jazz. Sie graduierte in den Disziplinen Anthropologie und Afrikastudien und studierte Modern Dance sowie klassisches Ballett. Die Tochter Nyeleti nahm an der politischen Entwicklung des Landes teil.

## Ehrung
- 1975 wurde die Universidade Lourenço Marques, einst benannt nach dem Kolonialnamen der Hauptstadt Lourenço Marques, in Eduardo-Mondlane-Universität umbenannt.
- Eduardo Chivambo Mondlane Scholarship, ein Stipendium des Oberlin College in Ohio.[13]